# División de Honor (Schach) 2002
Die División de Honor (Schach) 2002 war die achte Saison der División de Honor und gleichzeitig die 46. Spanische Mannschaftsmeisterschaft im Schach, sie wurde mit zehn Mannschaften ausgetragen. Meister wurde der Titelverteidiger CA Tiendas UPI Mancha Real, aus der Primera División waren CA iberCaja Zaragoza, CA La Caja Las Palmas und CA Cofimán Mancha Real aufgestiegen. Während Zaragoza und Las Palmas den Klassenerhalt erreichten, musste CA Cofimán Mancha Real zusammen mit CA Reverté Albox und CE Terrassa absteigen.
Zu den Mannschaftskadern der teilnehmenden Vereine siehe Mannschaftskader der División de Honor (Schach) 2002.

## Modus
Die zehn teilnehmenden Mannschaften spielten ein einfaches Rundenturnier. Die drei Letzten stiegen in die Primera División ab und wurden durch die Aufsteiger aus der Primera División ersetzt. Gespielt wurde an vier Brettern, über die Platzierung entschied zunächst die Zahl der Brettpunkte (ein Punkt für einen Sieg, ein halber Punkt für ein Remis, kein Punkt für eine Niederlage), anschließend der direkte Vergleich und danach die Anzahl der Mannschaftspunkte (zwei Punkte für einen Sieg, ein Punkt für ein Unentschieden, kein Punkt für eine Niederlage). 

## Termine und Spielort
Das Turnier wurde vom 30. November bis 8. Dezember in Mondariz ausgetragen.

## Saisonverlauf
CA Tiendas UPI Mancha Real lag das gesamte Turnier über an der Tabellenspitze und gewann am Ende mit 2 Punkten Vorsprung. CE Terrassa und CA Cofimán Mancha Real waren am Tabellenende klar abgeschlagen und standen vorzeitig als Absteiger fest, während die Entscheidung über den dritten Abstiegsplatz erst in der letzten Runde gegen CA Reverté Albox fiel, die dem direkten Konkurrenten CA La Caja Las Palmas unterlagen.

## Abschlusstabelle
| Pl. | Verein                         | Sp | G | U | V | Brett-P.  | Mannsch.-P. |
| --- | ------------------------------ | -- | - | - | - | --------- | ----------- |
| 01. | CA Tiendas UPI Mancha Real (M) | 9  | 7 | 2 | 0 | 24,5:11,5 | 16:2        |
| 02. | CA Marcote Mondariz            | 9  | 4 | 5 | 0 | 22,5:13,5 | 13:5        |
| 03. | UE Foment Martinenc Barcelona  | 9  | 3 | 5 | 1 | 20,0:16,0 | 11:7        |
| 04. | CA Valencia-Grupo Bali         | 9  | 3 | 5 | 1 | 19,5:16,5 | 11:7        |
| 05. | CE Vulcà Barcelona             | 9  | 3 | 3 | 3 | 18,5:17,5 | 9:9         |
| 06. | CA iberCaja Zaragoza (N)       | 9  | 3 | 2 | 4 | 18,0:18,0 | 8:10        |
| 07. | CA La Caja Las Palmas (N)      | 9  | 3 | 2 | 4 | 17,0:19,0 | 8:10        |
| 08. | CA Reverté Albox               | 9  | 3 | 2 | 4 | 16,5:19,5 | 8:10        |
| 09. | CE Terrassa                    | 9  | 1 | 2 | 6 | 13,0:23,0 | 4:14        |
| 10. | CA Cofimán Mancha Real (N)     | 9  | 0 | 2 | 7 | 10,5:25,5 | 2:16        |

### Entscheidungen
|     | spanischer Mannschaftsmeister: CA Tiendas UPI Mancha Real                                |
|     | Absteiger in die Primera División: CA Reverté Albox, CE Terrassa, CA Cofimán Mancha Real |
| (M) | Titelverteidiger                                                                         |
| (N) | Vorjahresaufsteiger                                                                      |

### Kreuztabelle
| Ergebnisse | Ergebnisse                    | 01. | 02. | 03. | 04. | 05. | 06. | 07. | 08. | 09. | 10. |
| ---------- | ----------------------------- | --- | --- | --- | --- | --- | --- | --- | --- | --- | --- |
| 01.        | CA Tiendas UPI Mancha Real    |     | 2   | 2½  | 2   | 2½  | 2½  | 3½  | 3   | 3   | 3½  |
| 02.        | CA Marcote Mondariz           | 2   |     | 2   | 2½  | 2   | 2   | 2   | 2½  | 3½  | 4   |
| 03.        | UE Foment Martinenc Barcelona | 1½  | 2   |     | 2   | 2   | 2½  | 3   | 2   | 3   | 2   |
| 04.        | CA Valencia-Grupo Bali        | 2   | 1½  | 2   |     | 2½  | 3   | 2½  | 2   | 2   | 2   |
| 05.        | CE Vulcà Barcelona            | 1½  | 2   | 2   | 1½  |     | 2   | 1½  | 3   | 2½  | 2½  |
| 06.        | CA iberCaja Zaragoza          | 1½  | 2   | 1½  | 1   | 2   |     | 2½  | 1½  | 3   | 3   |
| 07.        | CA La Caja Las Palmas         | ½   | 2   | 1   | 1½  | 2½  | 1½  |     | 2½  | 2   | 3½  |
| 08.        | CA Reverté Albox              | 1   | 1½  | 2   | 2   | 1   | 2½  | 1½  |     | 2½  | 2½  |
| 09.        | CE Terrassa                   | 1   | ½   | 1   | 2   | 1½  | 1   | 2   | 1½  |     | 2½  |
| 10.        | CA Cofimán Mancha Real        | ½   | 0   | 2   | 2   | 1½  | 1   | ½   | 1½  | 1½  |     |

## Die Meistermannschaft
| 1.            | CA Tiendas UPI Mancha Real                                                                                                |
| Schachfiguren | Francisco Vallejo Pons, Leinier Domínguez, Daniel Cámpora, Jordi Magem Badals, Javier Moreno Carnero, José Candela Pérez. |